# Novonikolsk
Novonikolsk (en rus: Новонико́льск) és un poble del krai de Primórie, a l'Extrem Orient de Rússia, pertany al districte rural d'Ussuriski. El 2010 tenia 
4.449 habitants.